# Cheval durant les guerres napoléoniennes

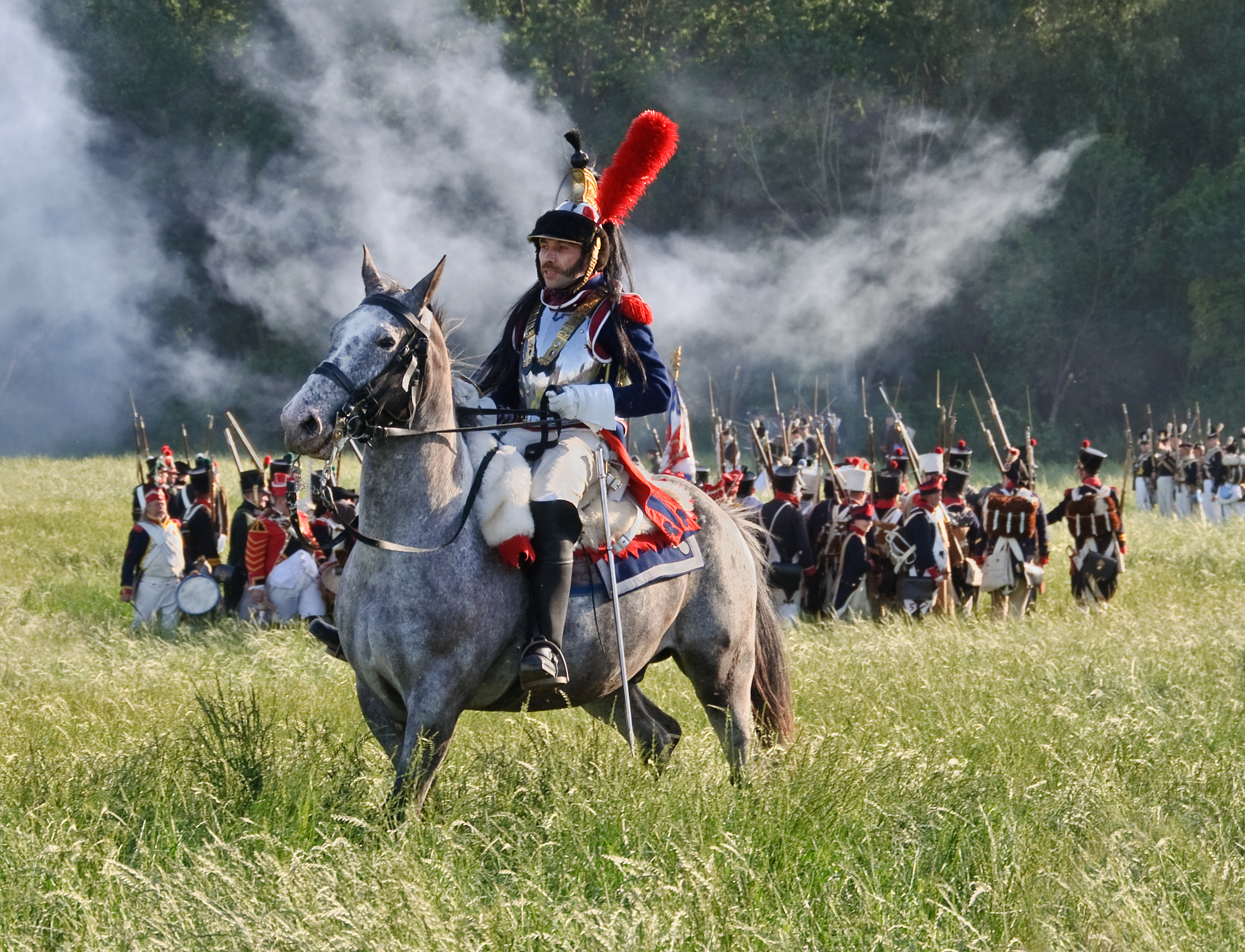
Un cuirassier napoléonien sur une reconstitution de la bataille de Waterloo en 2011.

Le rôle du cheval durant les guerres napoléoniennes est indissociable des conquêtes de l'époque, à la fois au combat, pour les patrouilles et la reconnaissance, et comme soutien logistique. Pendant la guerre de la Sixième Coalition, l'épuisement de la cavalerie française (ayant souffert de la Campagne de Russie) et la perte de centres de production de chevaux par ses alliés pour la fournir contribuent de manière significative à la défaite progressive de la France et à la chute du Premier Empire.

## Armées de Napoléon
Au cours de la Campagne de Waterloo, l'Armée du Nord a 47 000 chevaux, dont 25 000 pour les unités de cavalerie, 12 000 pour l'infanterie et le ravitaillement.
Entre 1800 et 1815, Napoléon, cavalier au style peu académique mais résistant et intuitif, possède 1 730 chevaux réservés à sa monte personnelle. Le Vizir, petit arabe gris d'1,35 m, son plus célèbre cheval, a été empaillé et se trouve exposé en 2006 au Musée de l'armée des Invalides. Les écuries impériales, créées en 1803-1804, regroupent l'équipage de selle, l'équipage d'attelage et l'équipage de campagne ou des transports. Leur effectif croît rapidement jusqu’en 1808, pour se stabiliser autour de 500 chevaux. Les écuries impériales sont démantelées en partie à la fin de l’Empire.

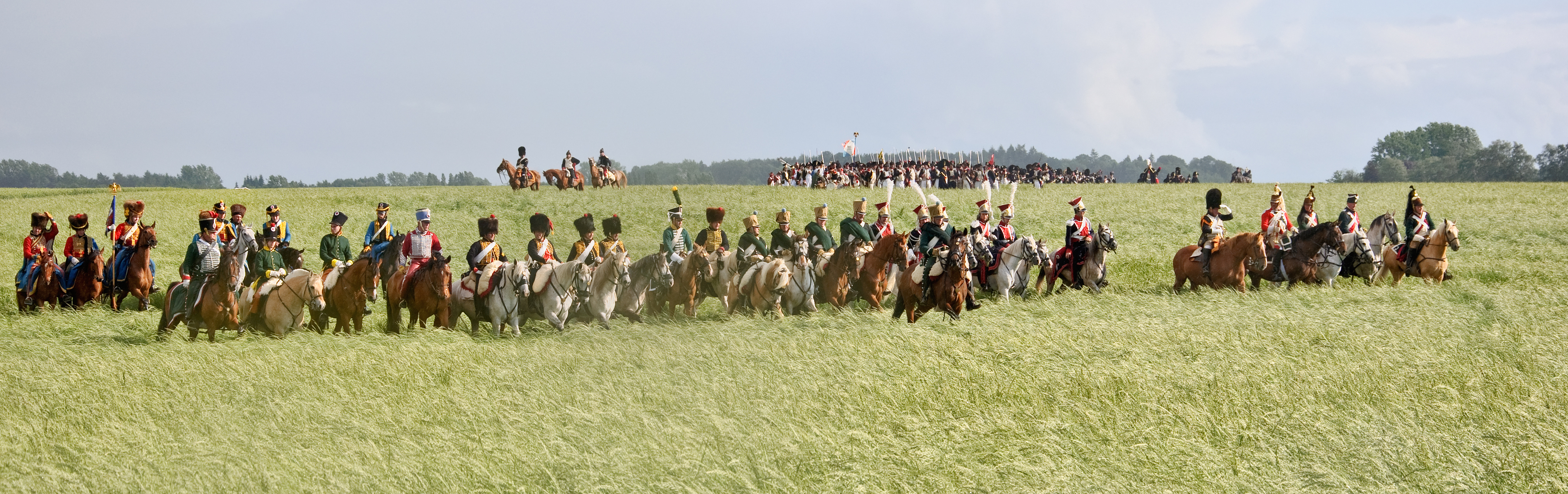
Échantillon de la cavalerie de l'armée napoléonienne lors d'une reconstitution de la bataille de Waterloo : hussards, chasseurs à cheval, chevau-légers lanciers polonais, grenadiers à cheval et dragons.

## Cavalerie

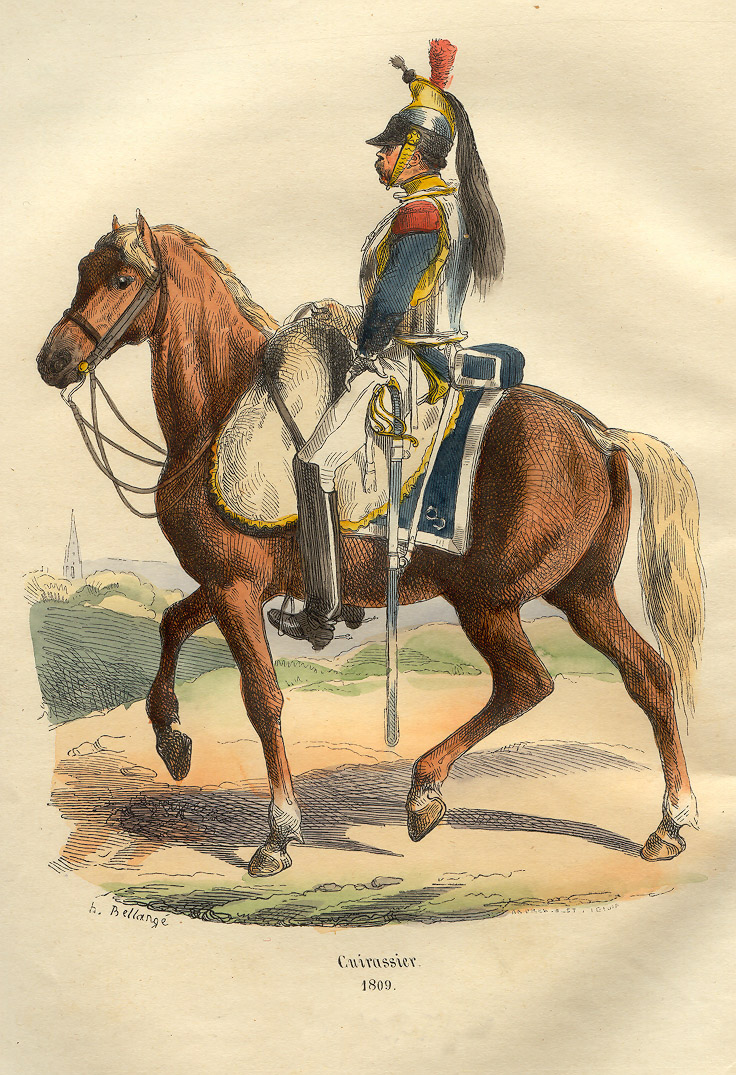
Un cuirassier napoléonien en 1809, vu par Hippolyte Bellangé.

La distinction traditionnelle entre cavalerie lourde et cavalerie légère se réduit au cours de la période moderne et à la fin de la guerre d'indépendance espagnole, la cavalerie lourde peut effectuer le dépistage et des fonctions précédemment assumées par la cavalerie légère.
Sur le champ de bataille, le rôle principal de la cavalerie est offensif, comme troupes de choc fournissant une charge montée. Les charges sont soigneusement gérées pour la vitesse, avec un maximum de 20 km/h. Un galop plus rapide entraîne une rupture dans la formation et un épuisement des chevaux. Ces charges s'effectuent généralement à travers des terrains dégagés et plats, la cavalerie se déploie en colonnes ou en ligne, souvent accompagnée de l'artillerie à cheval. Souvent, l'infanterie suit afin de garantir que le terrain soit pris. Une fois qu'une armée ennemie quitte le champ de bataille et entame sa retraite, la cavalerie peut toujours être utilisés pour la poursuite en harcelant l'arrière-garde. En défense, la cavalerie peut être utilisé pour attaquer et harceler les flancs d'infanterie de l'ennemi à mesure qu'ils avancent. En outre, elle a été utilisée pour briser les lignes ennemies après l'action réussie de l'infanterie.
La cavalerie est extrêmement efficace contre l'infanterie en marche, ou lorsqu'elle est en formation de ligne ou de colonne. Un bataillon formé en ligne est particulièrement vulnérable à la cavalerie, et peut être brisé voire détruit par une charge bien menée, comme le prouve le baron John Colborne, dont les unités ont été anéanties par les lanciers polonais de la Vistule pendant la bataille d'Albuera en 1811, avec la perte de 1250 hommes sur 1650. Pour sa protection, l'infanterie cherche à avoir son propre écran de cavalerie et de soutien. Sinon, la seule défense de l'infanterie est de former des carrés : une formation présentant des parois de mousquets et de baïonnettes de chaque côté pour la protection des flancs des autres. Ceux-ci sont généralement impénétrables à la cavalerie, mais vulnérables à l'artillerie ou aux autres infanteries
. La cavalerie est le plus souvent employée avant un assaut d'infanterie, sa charges devant forcer l'infanterie à briser sa ligne et à se reformer d'une manière vulnérable à l'infanterie ou à l'artillerie. Pendant ses manœuvres, l'infanterie est particulièrement vulnérable à une charge de cavalerie.

## Artillerie
Une autre utilisation majeure des chevaux durant cette période de guerre est la traction de lourdes pièces d'artillerie. En plus de l'artillerie de campagne, où des fusils mitrailleurs sont tirés par des chevaux et dirigés à pied, les armées possèdent généralement des batteries à cheval, chacun des artilleurs ayant sa propre monture. L'artillerie à cheval emploie généralement des pièces légères, même si les Britanniques ont des canons de 9 livres (poids moyen) parmi leurs batteries à cheval, pour gagner en vitesse, une équipe de 8 chevaux et non de 6 les tracte. En plus, les wagons de munitions d'artillerie à cheval sont attelés d'une paire supplémentaire (6 chevaux au lieu de 4). Les pièces d'artillerie les plus lourdes nécessitent un équipage de 12 chevaux, la fusée Congreve en demandant environ 25. En y ajoutant les chevaux requis par les officiers, les chirurgiens et le personnel de soutien, ainsi que ceux tractant des wagons d'armes à feu, chaque batterie d'artillerie britannique (6 canons) requiert 160 à 200 chevaux.
L'artillerie à cheval est habituellement employée en support d'unités de cavalerie et donc placée sous le commandement des divisions de cavalerie, mais dans certains combats comme à la bataille de Waterloo, l'artillerie à cheval a été utilisée par les Britanniques comme force d'intervention rapide, pour repousser avec succès les attaques des Français, et aider l'infanterie à reprendre la ferme de la Haie Sainte aux Français.

## Types de chevaux et races choisies

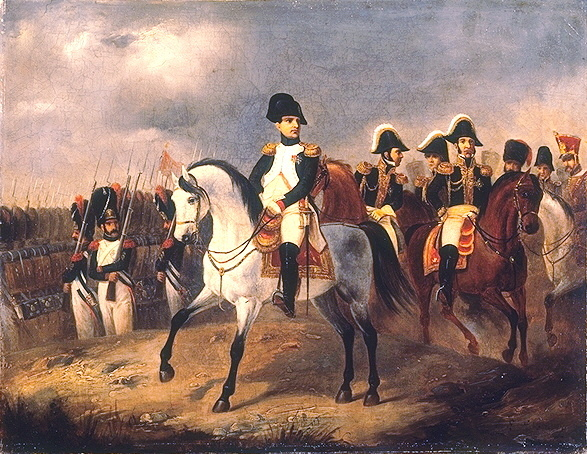
Napoléon Ier avec ses généraux, par Ludwig Elsholtz. Cette peinture montre le type de chevaux de cavalerie légère recherché par les officiers des, en Europe.

Le cheval de bataille est traditionnellement de taille modérée pour les troupes et les officiers, puisque les animaux les plus lourds ont des difficultés à rester en état et à s'adapter aux variations du terrain. La plupart des armées de l'époque donnent leur préférence aux animaux de 15.2 mains et de 450 à 500 kg, bien que les cuirassiers possèdent fréquemment des chevaux plus lourds. Le régiment des dragons de la Garde impériale de Napoléon Ier possède des montures d'environ 15 mains. Les animaux les plus légers sont réduits à ne faire que du repérage et des raids. Les chevaux de cavalerie sont le plus souvent acquis âgés de cinq ans, et font 10 à 12 années de service. Les juments et les hongres sont favorisés par rapport aux étalons, plus difficiles à gérer. Des pertes de 30 à 40 % sont monnaie courante durant une campagne, en raison tant des conditions de marche que des armées ennemies.
Avec le développement des structures régimentaires, de nombreuses unités sélectionnent des chevaux de type uniforme. Certaines, comme la Royal Scots Greys choisissent même une couleur de robe unifiée. Les trompettistes montent souvent des chevaux bien distinctifs, de sorte qu'ils puissent se démarquer. Les armées développent des préférences, les britanniques choisissant les hunters, les Allemands des Hanovriens, et les cosaques des steppes leurs poneys locaux, mais les exigences de la guerre font souvent que des chevaux de tous types finissent par être employés.
Les chevaux arabes forment des montures de choix pour la cavalerie. Par le biais des campagnes de l'empereur, ce type de cheval se retrouve en Europe centrale et en Russie.
Denis Bogros pense qu'un grand nombre de défaites de la cavalerie française sont imputables, non pas aux hommes, mais à la mauvaise qualité des chevaux de troupe français, plus adaptés à la culture des terres qu'aux exigences militaires. En effet, en 1781 et d'après le major général de Bohan, le cheval de cavalerie français est « lâche, triste, mou et défiguré » en raison de la mauvaise gestion du royaume « par le choix des pères et mères dont on veut tirer race ». Napoléon Ier choisit le cheval arabe pour son usage personnel après la campagne d'Égypte. En 1805, il peine à trouver ne serait-ce que cent chevaux de selle sur le territoire français car « partout ne s'élèvent que des chevaux de trait ». Napoléon Ier rétablit les haras en 1806, et les place sous la tutelle du ministère de l'intérieur. Son arrivée au pouvoir coïncide avec l'engouement pour le cheval arabe, Jean-Pierre Digard précise qu'« après avoir trouvé ses racines en Angleterre, l'arabomanie équestre connait son apogée en France sous le Premier Empire ». L'époque impose l'élevage du cheval arabe, des tentatives de croisement entre chevaux locaux français et chevaux orientaux sont tentés, avec plus ou moins de succès. Les très nombreuses réquisitions lors des guerres épuisent les ressources du pays. En 1810, Napoléon réorganise les remontes militaires et choisit ses montures de cavalerie légère dans les Pyrénées (cheval navarrin), en Auvergne (cheval d'Auvergne), en Limousin (cheval limousin), en Morvan (cheval du Morvan), en Bretagne (bidet breton), et dans les Ardennes (Ardennais de type selle). Les dragons et l'artillerie légère montent des chevaux normands et lorrains à deux fins. La cavalerie lourde se fournit exclusivement en Allemagne. Pour Denis Bogros, l'élevage du cheval militaire français est « au niveau zéro ». Le duc de Wellington affirme en août 1815 que la cavalerie de la Grande Armée est la plus mal montée d'Europe. Fernand Braudel et Jacques Mulliez notent que le système d'élevage français n'a pas évolué depuis la guerre de Cent Ans. Le colonel de Brack donne sa préférence au cheval d'Auvergne, cheval du Morvan, bidet breton ou cheval du Béarn.

## Représentations dans les arts
« Personne n'a célébré les chevaux de 1812 à la juste hauteur de leurs souffrances. Les hommes tombés au champ de guerre, eux, sont glorifiés. Des monuments rappellent leur courage. Des livres racontent leurs hauts faits. Des rues et des enfants portent leurs noms. Mais les bêtes ? À quoi ont-elle le droit ? À rien. Sinon peut-être à la considération des peintres »

— Berezina, Sylvain Tesson

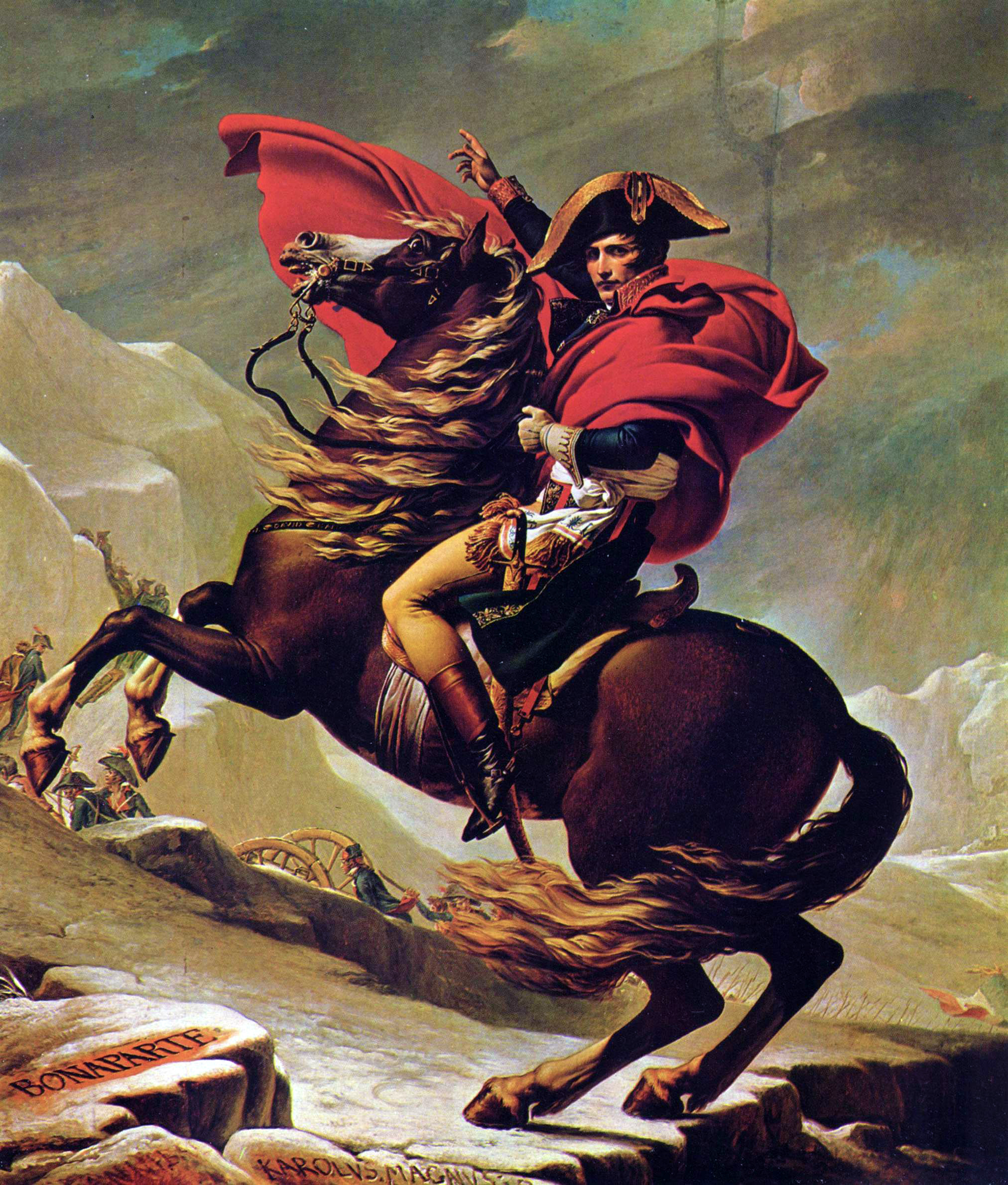
Le Premier Consul franchissant les Alpes au col du Grand-Saint-Bernard
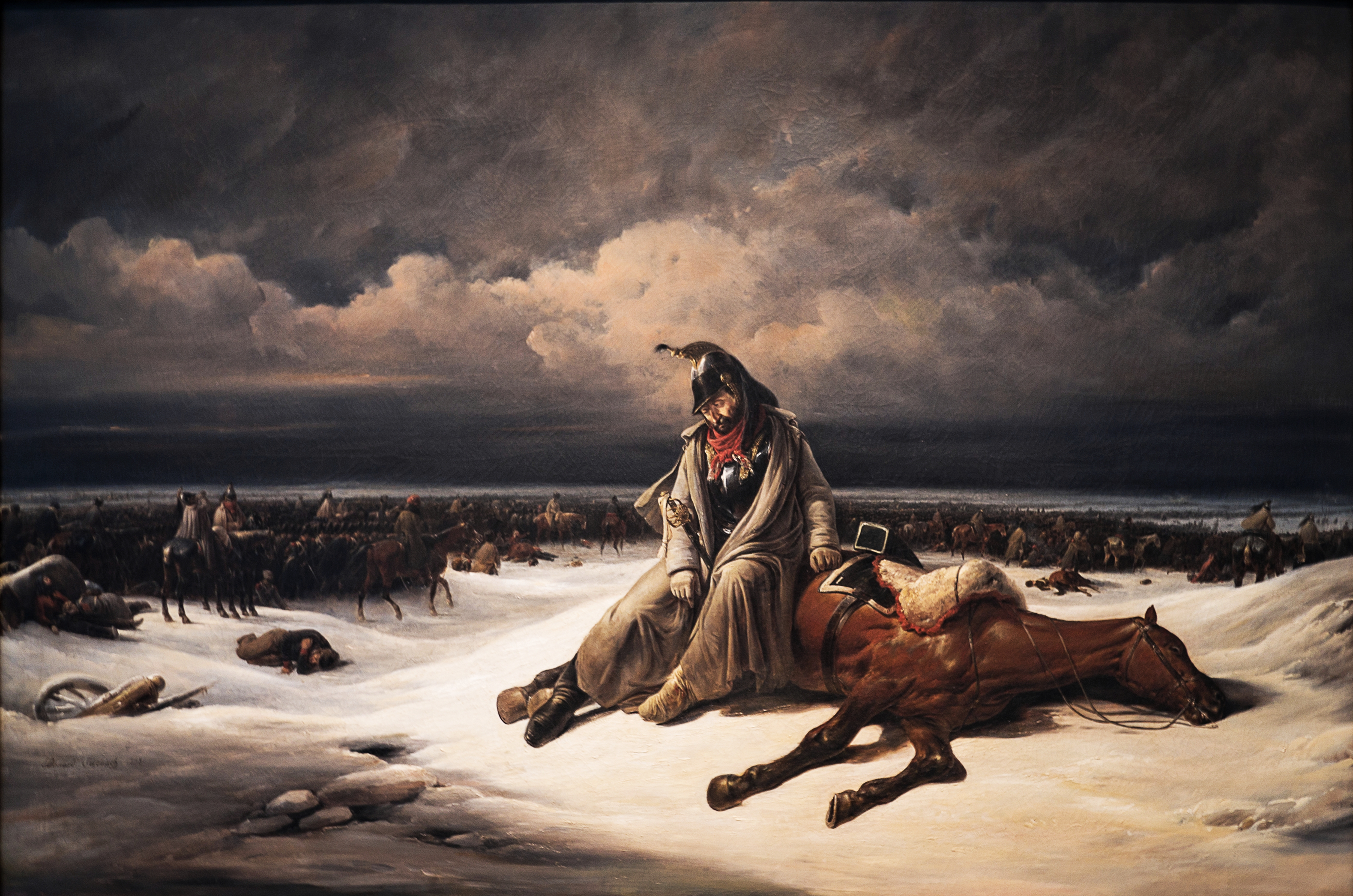
Retraite de Russie, Bernard-Édouard Swebach.